# هری کراسویت
هری کراسویت (انگلیسی: Harry Crossthwaite; ۹ سپتامبر ۱۸۹۰ – 1939 (aged 49)) بازیکن فوتبال اهل بریتانیا بود.
از باشگاه‌هایی که در آن بازی کرده‌است می‌توان به باشگاه فوتبال استوک سیتی، باشگاه فوتبال استالی‌بریج سلتیک، و باشگاه فوتبال استوک‌پورت کانتی اشاره کرد.